# フクニチスポーツ
フクニチスポーツは、かつて存在した福岡県のスポーツ新聞。フクニチ新聞社が発行していた。

## 歴史
1956年創刊。スポーツニッポン（西部本社版。1955年創刊）、西日本スポーツ（同）に次いで九州では3番目のスポーツ紙として創刊した。ブロック紙以外では珍しく県域地方新聞社が発行する地方スポーツ新聞だった。販売エリアは主に福岡県だが、九州全県（離島除く）と山口県西部（下関市など）では駅売店・コンビニエンスストアなどのスタンド販売も行っていた。
創刊当初は、ライバル紙の西日本スポーツと共に、当時福岡市を本拠としていた西鉄ライオンズ（現・埼玉西武ライオンズ）関連の報道を主体としていたが、ライオンズが福岡から埼玉県所沢市に本拠地を移転してからは、福岡県を中心とした九州のアマチュアスポーツ報道に力を入れていた。福岡県・佐賀県・長崎県の公営競技情報も豊富で、「フクスポ杯」という冠イベントで競艇・競輪などの競技イベントに協賛していた。1988年11月、南海ホークスがダイエーに身売りされ、本拠地が大阪市から福岡に移転してからは福岡ダイエーホークス（現・福岡ソフトバンクホークス）の報道主体となった。1989年、九州のスポーツ紙では西日本スポーツに続いてカラー化された。
しかし、九州スポーツ（東京スポーツの九州版）の創刊（1966年）や日刊スポーツの九州進出（1977年）以降、発行部数は大幅に落ち込み、フクニチ新聞の経営悪化からの休刊に伴って1992年4月に休刊した。

## 番組表
最末期（1992年4月）のもの。
フルサイズ
- NHK総合、NHK教育、RKB、KBC、TNC、FBS、TVQ

ハーフサイズ
- STS、RKK、TKU、KKT、KAB、NBC、KTN、NCC、NHK衛星第1、NHK衛星第2、WOWOW

クォーターサイズ
- TYS、KRY、OBS、TOS、UMK、MRT、MBC、KTS、KKB